# Betingat väntevärde
Ett betingat väntevärde är för en flerdimensionell stokastisk variabel ett grovt lägesmått på vilket värde den ena stokastiska variabeln fördelar sig kring när de andra stokastiska variablernas värde är kända. Det definieras som {\displaystyle E(X|Y=k)=\sum _{x\in R}xp_{X|Y=k}(x)\,}om {\displaystyle X\,}är en diskret stokastisk variabel och som {\displaystyle E(X|Y=k)=\int _{-\infty }^{\infty }xf_{X|Y=k}(x)dx\,}om {\displaystyle X\,}är en kontinuerlig stokastisk variabel. Där är {\displaystyle p_{X|Y=k}(x),f_{X|Y=k}(x)\,} den betingade sannolikhets- respektive täthetsfunktionen för den stokastiska variabeln {\displaystyle X\,}.
Denna figur illustrerar hur de betingade täthetsfunktionerna beräknas för en tvådimensionell kontinuerlig fördelning, om värdet på den ena variabeln är känd.